# 松下孝幸
松下 孝幸（まつした たかゆき、1950年 - ）は、日本の形質人類学者。元長崎大学医学部助教授。土井ヶ浜遺跡人類学ミュージアム館長。

## 経歴
長崎県出身。山口大学文理学部卒業後、長崎大学医学部解剖学助教授となる。1991年「南九州地域における古墳時代人骨の人類学的研究」で長崎大学より医学博士の学位を取得。1993年に、土井ヶ浜遺跡人類学ミュージアム館長となる。中国大陸から弥生人が多く渡来したという学説を形質面から証明するため、中国を中心とした海外に赴いて人骨調査を行うなどの活動をしている。

## 著書
- 『日本人と弥生人 その謎の関係を形質人類学が明かす』祥伝社　Non book 愛蔵版 1993
- 『シャレコウベが語る　日本人のルーツと未来』長崎新聞社・長崎新聞新書　2001